# Gaston Deschênes
Pour les articles homonymes, voir Deschênes.
Gaston Deschênes est un historien québécois né à Saint-Jean-Port-Joli en 1948. Il fait ses études au Collège de Sainte-Anne-de-la-Pocatière et à l'Université Laval où il obtient une maîtrise en histoire. Il est historien au service de l'Assemblée nationale du Québec durant quelque trente ans. Il est un des copropriétaires des éditions du Septentrion jusqu'en 2001.

## Publications
- 1976 - Organisation et fonctionnement de l'Assemblée nationale
- 1977 - L'Assemblée nationale du Québec (avec Francine Barry et Géraldine Perreault)
- 1977 - Ensemble! : revue de la coopération (1940-1951)
- 1979 - Le député québécois
- 1980 - Livres blancs et livres verts au Québec (1964-1980)
- 1980 - Le Mouvement coopératif québécois : guide bibliographique
- 1983 - Amable Charron et Chrysostôme Perrault, sculpteurs de Saint-Jean-Port-Joli
- 1984 - Portraits de Saint-Jean-Port-Joli
- 1984 - Lexique des termes parlementaires en usage en Belgique, en France et au Québec (avec Jean-Pierre Bloch, Claude Remy)
- 1986 - L'Hôtel du Parlement : témoin de notre histoire (avec Luc Noppen, Jocelyn Saint-Pierre et al.)
- 1988 - L'année des Anglais : la Côte-du-Sud à l'heure de la conquête
- 1990 - Les Symboles d'identité québécoise
- 1991 - La Côte-du-Sud, cette inconnue
- 1991 - Le Parlement du Québec : deux siècles d'histoire (avec Maurice Pellerin)
- 1992 - L'ABC du Parlement : lexique des termes parlementaires en usage au Québec (avec Charles Bogue)
- 1992 - L'ancêtre des Belley d'Amérique : René Le Besley (1727-1791) et sa descendance
- 1995 - Le député québécois (avec Jacques-André Grenier)
- 1996 - L'Hôtel du Parlement, témoin de notre histoire (3e éd. rev. et corr.)
- 1996 - Les origines littéraires de la Côte-du-Sud ; suivi d'un Répertoire sommaire des auteurs de la Côte-du-Sud
- 2001 - Les voyageurs d'autrefois sur la Côte-du-Sud
- 2005 - Le Parlement de Québec : histoire, anecdotes et légendes
- 2006 - Les exilés de l'anse à Mouille-Cul : l'étonnante histoire de Laurent Chouinard et Claire Gagnon
- 2007 - L'Hôtel du Parlement : mémoire du Québec
- 2009 - L'année des Anglais : la Côte-du-Sud à l'heure de la conquête (nouv. éd. rev. et augm.)
- 2010 - L'Affaire Michaud : chronique d'une exécution parlementaire, Éditions du Septentrion, 256 p.  (ISBN 978-2-8944-8632-0)

## Distinctions
- 1989 - Certificat de mérite de la Société historique du Canada
- 2005 - Mérite historique régional de la Société historique de la Côte-du-Sud
- 2007 - Prix littéraire Philippe-Aubert de Gaspé du Salon du livre de la Côte-du-Sud
- 2008 - Prix Monique Miville-Deschênes de la Culture[2]